# Major League Soccer All-Star Game
Major League Soccer All-Star Game is een voetbalwedstrijd, die jaarlijks wordt georganiseerd door de Major League Soccer. Hiervoor worden de beste spelers van het afgelopen seizoen uit de Major League Soccer uitgenodigd. Dit is een typische gebeurtenis in de meeste Amerikaanse sporten. De NHL en de NBA organiseren ook dergelijke wedstrijden.
Normaal speelt de Eastern Conference tegen de Western Conference, maar hier wordt vooral de laatste jaren van afgeweken. De MLS kiest nu liever een bekende voetbalploeg als tegenstander. Elk jaar verkiest men ook een MVP, de meest waardevolle speler onder de All-Stars tijdens deze wedstrijd.

## Resultaten
| Jaar | Ploeg         | Ploeg             | Uitslag | Stadion                    | Plaats                  | Toeschouwers |
| ---- | ------------- | ----------------- | ------- | -------------------------- | ----------------------- | ------------ |
| 1996 | East          | West              | 3-2     | Giants Stadium             | East Rutherford, NJ     | 78.416       |
| 1997 | East          | West              | 5-4     | Giants Stadium             | East Rutherford, NJ     | 24.816       |
| 1998 | MLS USA       | MLS World         | 6-1     | Citrus Bowl                | Orlando, Florida        | 34.416       |
| 1999 | West          | East              | 6-4     | Qualcomm Stadium           | San Diego, Californië   | 23.227       |
| 2000 | East          | West              | 9-4     | Crew Stadium               | Columbus, Ohio          | 23.495       |
| 2001 | East          | West              | 6-6     | Spartan Stadium            | San Jose, Californië    | 23.512       |
| 2002 | MLS All Stars | USA               | 3-2     | RFK Stadium                | Washington, D.C.        | 31.096       |
| 2003 | MLS All Stars | CD Guadalajara    | 3-1     | Home Depot Center          | Carson, Californië      | 27.000       |
| 2004 | East          | West              | 3-2     | RFK Stadium                | Washington, D.C.        | 21.378       |
| 2005 | MLS All Stars | Fulham            | 4-1     | Crew Stadium               | Columbus, Ohio          | 23.309       |
| 2006 | MLS All Stars | Chelsea           | 1-0     | Toyota Park                | Bridgeview, Illinois    | 21.210       |
| 2007 | MLS All Stars | Celtic            | 2-0     | Dick's Sporting Goods Park | Commerce City, Colorado | 18.661       |
| 2008 | MLS All Stars | West Ham United   | 3-2     | BMO Field                  | Toronto, Ontario        | 20.844       |
| 2009 | MLS All Stars | Everton FC        | 1-11    | Rio Tinto Stadium          | Sandy, Utah             | 20.124       |
| 2010 | MLS All Stars | Manchester United | 2-5     | Reliant Stadium            | Houston, Texas          | 70.728       |
| 2011 | MLS All Stars | Manchester United | 0-4     | Red Bull Arena             | Harrison, New Jersey    | 26.716       |

Notities
- 1 Wint na strafschoppen

## Most Valuable Player
| Seizoen | Naam              | # |
| ------- | ----------------- | - |
| 1996    | Carlos Valderrama | 1 |
| 1997    | Carlos Valderrama | 2 |
| 1998    | Brian McBride     | 1 |
| 1999    | Preki             | 1 |
| 2000    | Mamadou Diallo    | 1 |

| Seizoen | Naam             | # |
| ------- | ---------------- | - |
| 2001    | Landon Donovan   | 1 |
| 2002    | Marco Etcheverry | 1 |
| 2003    | Carlos Ruiz      | 1 |
| 2004    | Amado Guevara    | 1 |
| 2005    | Taylor Twellman  | 1 |

| Seizoen | Naam              | # |
| ------- | ----------------- | - |
| 2006    | Dwayne De Rosario | 1 |
| 2007    | Juan Pablo Ángel  | 1 |
| 2008    | Cuauhtémoc Blanco | 1 |
| 2009    | Tim Howard        | 1 |
| 2010    | Federico Macheda  | 1 |

| Seizoen | Naam         | # |
| ------- | ------------ | - |
| 2011    | Park Ji-sung | 1 |